# Joel Carli
Mauro Joel Carli (Mar del Plata, Provincia de Buenos Aires, Argentina; 19 de octubre de 1986) es un exfutbolista argentino. Se desempeñaba como defensor y su último equipo fue el Botafogo de Brasil, donde es considerado un ídolo.

## Trayectoria

### Aldosivi
En su primera etapa en el club, disputó un total de 13 partidos, jugando su mayor parte de partidos en la temporada 2006-07.

### Deportivo Morón
Carli es prestado en 2007 a Deportivo Morón, en ese momento en la Primera B. Allí jugó 27 partidos y convirtió 4 goles, siendo un jugador importante para el Gallo.

### Vuelta a Aldosivi
Después del préstamo a Deportivo Morón, Carli volvió a Aldosivi y se convirtió en un jugador importante del club. Durante la temporada 2008-09, el central marplatense disputó
29 partidos y convirtió 2 goles.

### Gimnasia y Esgrima La Plata
Tras un buen campeonato, Joel Carli es prestado a Gimnasia y Esgrima La Plata, equipo de Primera División. Pero al final, no disputó ningún partido con el Lobo.

### Regreso a Aldosivi
Vuelve a Aldosivi tras no conseguir minutos en Primera y logra tener un gran torneo disputando 26 encuentros y convirtiendo un tanto. 

### Quilmes
Ya en 2011, Carli se convierte en refuerzo de Quilmes, recién descendido a la Primera B Nacional. En su primer campeonato jugó 24 partidos, siendo parte importante del ascenso conseguido en 2012.
En su llegada a Primera, Carli queda relegado y juega menos cantidad de partidos, disputando un total de 14 entre el torneo inicial y final.
Para la tercera temporada jugaría 14 partidos con la camiseta del Cervecero al igual que el torneo anterior.
Para 2014, Carli comenzó a ser más titular que de costumbre, disputando 15 partidos en el torneo de transición con 19 fechas y para 2015 lograría los 18 encuentros más uno por Copa Argentina.

### Botafogo
Su primer equipo en el extranjero fue Botafogo de Brasil. Llegó en 2016 y en su primer torneo disputó 16 partidos en la Serie A, más 12 en el Campeonato Carioca con 2 goles en este último.
En 2017, Carli disputó un total de 33 partidos (entre liga y campeonato estadual) con un gol convertido. Además disputó la Copa Libertadores, con 11 partidos jugados. 
2018 fue sin duda uno de los mejores años para Joel Carli en el plano futbolístico: ganó con el club brasilero el Campeonato Carioca (después de 5 años) y se consolidó como titular, ya que jugó un total de 29 partidos en liga, 4 por el campeonato estadual, 1 por copa y 5 por Copa Sudamericana.
En 2019 mantuvo su titularidad como el año anterior, pero ya en 2020 el argentino solo disputó 4 partidos en el Campeonato Carioca. Por eso, a mitad de año, Carli queda libre después de casi 5 años en el club.

### Cuarto paso por Aldosivi
Carli regresó al Tiburón en lo que es su cuarta etapa en el club, volviendo al equipo que lo hizo debutar después de 9 años, pero esta vez jugando la Primera División. En su vuelta, debutó el 6 de noviembre en la victoria por 1-0 sobre Argentinos Juniors.

### Regreso a Botafogo
Tras su poca participación en Aldosivi ( estuvo lesionado), Carli volvió a Botafogo. Su vuelta ocurrió el 8 de agosto, ingresando a los 33 minutos del segundo tiempo por Gilvan, en la victoria 2-0 sobre Ponte Preta.

## Estadísticas
| Club                              | Div.          | Temporada     | Liga  | Liga  | Copas nacionales | Copas nacionales | Campeonatos estatales | Campeonatos estatales | Torneos internacionales | Torneos internacionales | Total | Total |
| Club                              | Div.          | Temporada     | Part. | Goles | Part.            | Goles            | Part.                 | Goles                 | Part.                   | Goles                   | Part. | Goles |
| --------------------------------- | ------------- | ------------- | ----- | ----- | ---------------- | ---------------- | --------------------- | --------------------- | ----------------------- | ----------------------- | ----- | ----- |
| Aldosivi Argentina                | 2.ª           | C-2006        | 1     | 0     | -                | -                | -                     | -                     | -                       | -                       | 1     | 0     |
| Aldosivi Argentina                | 2.ª           | A-2006        | 1     | 0     | -                | -                | -                     | -                     | -                       | -                       | 1     | 0     |
| Aldosivi Argentina                | 2.ª           | C-2007        | 11    | 0     | -                | -                | -                     | -                     | -                       | -                       | 11    | 0     |
| Aldosivi Argentina                | 2.ª           | 2008-09       | 29    | 2     | -                | -                | -                     | -                     | -                       | -                       | 29    | 2     |
| Aldosivi Argentina                | 2.ª           | 2010-11       | 26    | 1     | -                | -                | -                     | -                     | -                       | -                       | 26    | 1     |
| Aldosivi Argentina                | 1.ª           | 2020          | -     | -     | 2                | 0                | -                     | -                     | -                       | -                       | 2     | 0     |
| Aldosivi Argentina                | Total         | Total         | 68    | 3     | 2                | 0                | -                     | -                     | -                       | -                       | 70    | 3     |
| Deportivo Morón Argentina         | 3.ª           | 2007-08       | 27    | 4     | -                | -                | -                     | -                     | -                       | -                       | 27    | 4     |
| Deportivo Morón Argentina         | Total         | Total         | 27    | 4     | -                | -                | -                     | -                     | -                       | -                       | 27    | 4     |
| Gimnasia y Esgrima (LP) Argentina | 1.ª           | A-2009        | 0     | 0     | -                | -                | -                     | -                     | -                       | -                       | 0     | 0     |
| Gimnasia y Esgrima (LP) Argentina | 1.ª           | C-2010        | 0     | 0     | -                | -                | -                     | -                     | -                       | -                       | 0     | 0     |
| Gimnasia y Esgrima (LP) Argentina | Total         | Total         | 0     | 0     | -                | -                | -                     | -                     | -                       | -                       | 0     | 0     |
| Quilmes Argentina                 | 2.ª           | 2011-12       | 23    | 0     | 1                | 0                | -                     | -                     | -                       | -                       | 24    | 0     |
| Quilmes Argentina                 | 1.ª           | I-2012        | 12    | 1     | 0                | 0                | -                     | -                     | -                       | -                       | 12    | 1     |
| Quilmes Argentina                 | 1.ª           | F-2013        | 2     | 0     | 0                | 0                | -                     | -                     | -                       | -                       | 2     | 0     |
| Quilmes Argentina                 | 1.ª           | I-2013        | 6     | 0     | 0                | 0                | -                     | -                     | -                       | -                       | 6     | 0     |
| Quilmes Argentina                 | 1.ª           | F-2014        | 8     | 0     | 0                | 0                | -                     | -                     | -                       | -                       | 8     | 0     |
| Quilmes Argentina                 | 1.ª           | 2014          | 15    | 0     | 1                | 0                | -                     | -                     | -                       | -                       | 16    | 0     |
| Quilmes Argentina                 | 1.ª           | 2015          | 18    | 0     | 1                | 0                | -                     | -                     | -                       | -                       | 19    | 0     |
| Quilmes Argentina                 | Total         | Total         | 84    | 1     | 3                | 0                | -                     | -                     | -                       | -                       | 84    | 1     |
| Botafogo · Brasil                 | 1.ª           | 2016          | 16    | 0     | 2                | 0                | 12                    | 2                     | -                       | -                       | 30    | 2     |
| Botafogo · Brasil                 | 1.ª           | 2017          | 28    | 1     | 5                | 1                | 5                     | 0                     | 11                      | 0                       | 49    | 2     |
| Botafogo · Brasil                 | 1.ª           | 2018          | 29    | 1     | 1                | 0                | 4                     | 1                     | 5                       | 0                       | 39    | 2     |
| Botafogo · Brasil                 | 1.ª           | 2019          | 25    | 0     | 1                | 0                | 1                     | 0                     | 4                       | 0                       | 31    | 0     |
| Botafogo · Brasil                 | 1.ª           | 2020          | 0     | 0     | 1                | 0                | 4                     | 0                     | -                       | -                       | 5     | 0     |
| Botafogo · Brasil                 | 2.ª           | 2021          | 16    | 2     | 0                | 0                | 0                     | 0                     | -                       | -                       | 16    | 2     |
| Botafogo · Brasil                 | 1.ª           | 2022          | 3     | 0     | 1                | 0                | 9                     | 2                     | -                       | -                       | 13    | 2     |
| Botafogo · Brasil                 | Total         | Total         | 117   | 4     | 11               | 1                | 34                    | 4                     | 20                      | 0                       | 182   | 9     |
| Total carrera                     | Total carrera | Total carrera | 296   | 12    | 16               | 1                | 34                    | 4                     | 20                      | 0                       | 366   | 17    |

## Palmarés

### Como futbolista

#### Campeonatos regionales
| Título             | Equipo   | Región         | Año  |
| ------------------ | -------- | -------------- | ---- |
| Campeonato Carioca | Botafogo | Río de Janeiro | 2018 |

#### Campeonatos nacionales
| Título  | Equipo   | País   | Año  |
| ------- | -------- | ------ | ---- |
| Serie B | Botafogo | Brasil | 2021 |

### Como auxiliar técnico

#### Campeonatos nacionales
| Título  | Equipo   | País   | Año  |
| ------- | -------- | ------ | ---- |
| Serie A | Botafogo | Brasil | 2024 |

#### Campeonatos internacionales
| Título                       | Equipo   | Sede         | Año  |
| ---------------------------- | -------- | ------------ | ---- |
| Copa Libertadores de América | Botafogo | Buenos Aires | 2024 |